# Hana Sheha
Hana Shiha (em árabe: هنا شيحة) (Cairo, 25 de dezembro de 1979) é uma actriz de cinema e televisão egípcia. Hana graduou-se na Academia de Artes de Egipto, especializando-se em actuação e direcção. Iniciou a sua carreira como actriz na popular série El Bar el Gharbi em 2002 quando ainda estava cursando seus estudos.

## Biografia

### Início
Hana Ahmed Shiha nasceu no dia 25 de dezembro de 1979 no Cairo, no seio de uma família artística de quatro irmãs, Hala Shiha, Maya Shiha e Rasha Shiha. Perseguindo a sua paixão pelas histórias, pelo cinema e pela actuação, ao inscrever-se na academia de artes, Hana obteve uma licenciatura do instituto superior de artes dramáticas, com especialização em actuação e direcção. Aos 20 anos conseguiu um papel na série de televisão El bar el Gharbi em 2002. Esse aparecimento valeu-lhe mais ofertas de cinema e televisão, incluindo uma participação no filme de Khaled el Hagar Hob el Banat (2003), um papel na série Mubara Zawgeya de Enam Mohamed Ali (2004) e um papel principal no filme de estreia de Sameh Abdel Aziz Dars Khosuosy (2005).

### Reconhecimento
A sua actuação na série Yetraba fé ezzo (2007) valeu-lhe o reconhecimento a nível nacional. Em 2011 protagonizou a série Sharea Abdel Aziz (2011), um sucesso nacional, seguida da série Taref Talet (2012), dirigida por Mohamed Bakir.
Protagonizou juntamente com Eyad Nassar a série de êxito Moga Harra de Mohamed Yassin em 2013, interpretando um papel muito atrevido que mudou a imagem da jovem actriz, de uma menina inocente a uma mulher sexy e atrevida. Outro ponto alto em sua carreira ocorreu na série de Khaled Marei El Sabaa Wassaya em 2014, um sucesso contundente no país africano. Nesse mesmo ano protagonizou o filme Before the Spring, sob a direcção de Ahmed Atef, interpretando uma activista política que luta pelos direitos eleitorais e pela liberdade de expressão no marco da revolução egípcia de 2011.

### Actualidade
Em 2015 Hana protagonizou a série épica egípcia El Adh: El Kalam el Mubah, interpretando Segag, uma jovem que matou e derrocou toda a sua família e fez um pacto com o diabo para se converter em governante. Mohamed Khan, director de cinema aclamado internacionalmente, elegeu-a para protagonizar a sua nova longa-metragem, Abl Zahmet el Seif, conhecida a nível internacional como Before the Summer Crowds.

## Filmografia seleccionada
| Ano  | Título                    | Papel                    |
| ---- | ------------------------- | ------------------------ |
| 2004 | Hob El-Banat              | Ro'aya Mustafa Abu Hagar |
| 2005 | Dars Khosousy             | Gamila                   |
| 2007 | Yetraba Fé Ezzo           | -                        |
| 2007 | 7th st, of Happiness      | -                        |
| 2008 | Days of Love and Thunder  |                          |
| 2010 | Musharaffa                | Dawlat                   |
| 2011 | Sharea Abdel Aziz         | Lobna                    |
| 2012 | Taraf Talet               | Gigi                     |
| 2013 | Moga Harra                | Noussa                   |
| 2014 | Before The Spring         | Sara                     |
| 2014 | El saba Wasaya            | Em.em                    |
| 2015 | El Ahd: El kalam el Mobah | Segag                    |
| 2015 | El Beyut Asrar            | Walaa                    |
| 2015 | Before the Summer Crowds  | Sara                     |